# Antonio de Capmany
Antonio Capmany Surís y de Montpaláu (Barcelona, 24 de noviembre de 1742 - Cádiz, 14 de noviembre de 1813) fue un militar, filósofo, historiador, economista y político español. Fue diputado en las Cortes de Cádiz.

## Biografía
Estudió Lógica y Humanidades en el Colegio Episcopal de Barcelona antes de ingresar en el ejército, concretamente en el Regimiento de Dragones de Mérida a los 18 años. Tras abandonar la milicia, donde fue subteniente del regimiento de las tropas ligeras de Cataluña, con el que participó en la guerra contra Portugal en 1762, volvió a la vida civil en 1770, dedicándose fundamentalmente al estudio de la historia y de la literatura. Colaborador de Pablo de Olavide en el proyecto ilustrado de traer familias centroeuropeas para repoblar Sierra Morena, en 1770 publicó su gran obra en cuatro volúmenes, Historia del comercio y las artes de la antigua Barcelona. Por esta época se encargó de la reorganización del Archivo del Real Patrimonio de Cataluña. Fue miembro de la Real Academia de la Historia en 1776, siendo nombrado secretario perpetuo en 1790. Se enfrentó en polémica a Jovellanos y Campomanes defendiendo la pervivencia de los gremios.
Fue un gran estudioso de la lengua española, con publicaciones como Discursos analíticos sobre la formación de las lenguas (1776), Filosofía de la elocuencia (1777) y Teatro histórico-crítico de la elocuencia castellana (entre 1786 y 1794). Además dijo que el catalán era una lengua muerta para la República de las Letras, que era anticuada, plebeya y desconocida hasta para los propios catalanes.

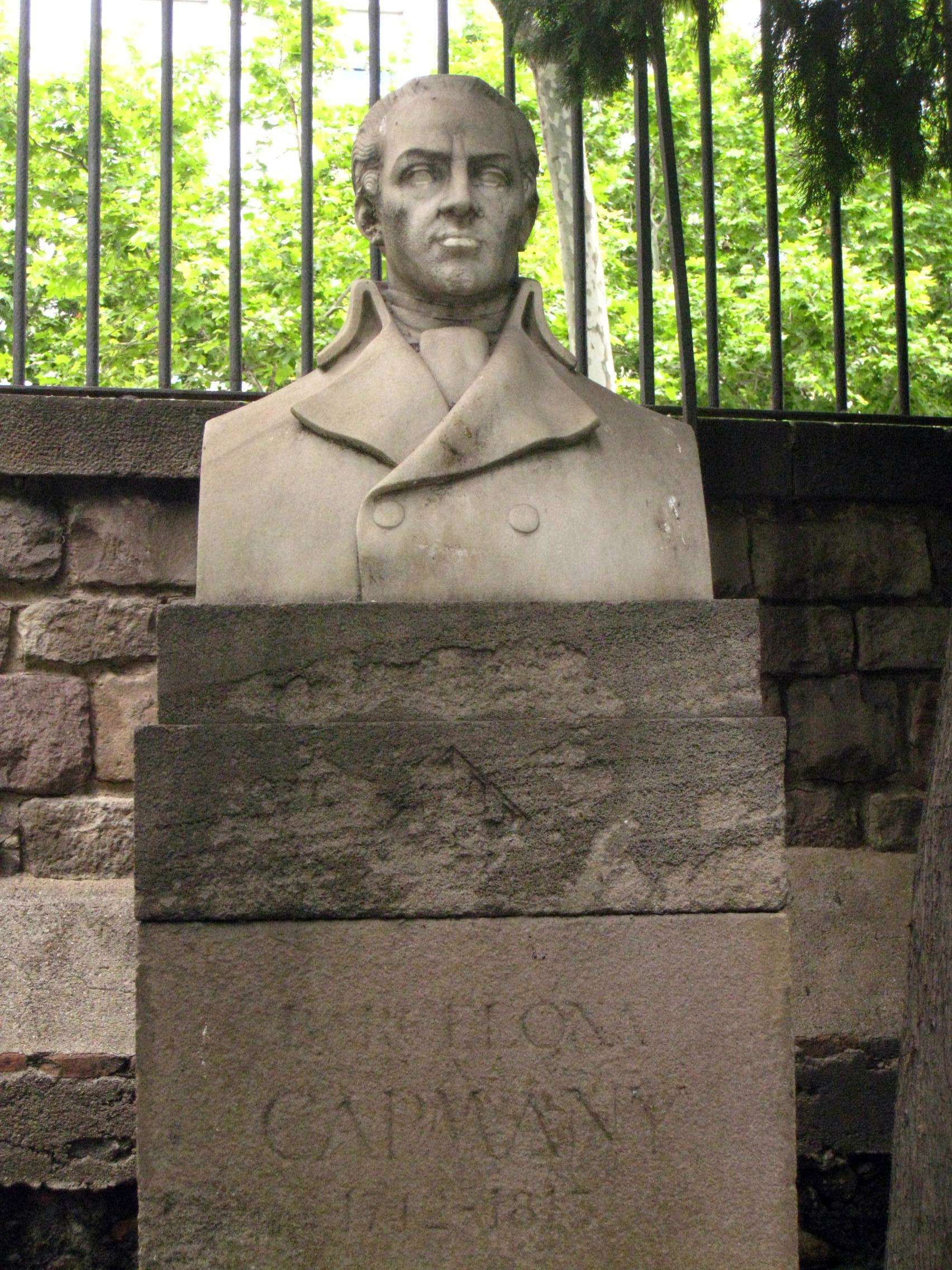
Antonio de Capmany, obra del escultor Frederic Marès.

Durante los gobiernos de Godoy se mantuvo al margen de la actividad oficial, mostrando su recelo hacia las nuevas ideas que venían de Francia, por lo que veía en las viejas tradiciones el mejor medio de combatirlas. En 1808, al comenzar la Guerra de la Independencia, en su publicación El Centinela contra los franceses incitaba a los españoles a una lucha a muerte contra Napoleón, al que consideraba la Anti-España. Se refugió en Cádiz, donde dirigió la Gazeta de la Regencia de España e Indias que se publicaba en vez de la Gaceta de Madrid.

Debíamos temer que el plan de despotismo que va extendiendo el astuto Bonaparte por la Europa, después de haberle probado bien Francia, vendría a planificarlo en España. A esto llama él regenerar, es decir, civilizar a su manera las naciones, hasta que pierdan su antiguo carácter y la memoria de su libertad. Igualarlo todo, uniformarlo, simplificarlo, organizarlo, son palabras muy lisonjeras para los teóricos, y aún más para los tiranos. Cuando todo está raso y sólido, y todas las partes se confunden en una masa homogénea, es más expédito el gobierno, porque es más expédita la obediencia. [...] ¡Qué descansadamente gobierna el déspota entonces! [...] En la Francia organizada, que quiere decir aherrojada, no hay más que una ley, un pastor y un rebaño, destinado por constitución al matadero. [...] En Francia, pues, no hay provincias, ni naciones; no hay Provenza, ni provenzales; Normandía, ni normandos; se borraron del mapa sus territorios, y hasta sus nombres. Como ovejas, que no tienen nombre individual, sino la marca común del dueño, les tiene señalados unos terrenos acotados, ya por riberas, ya por ríos, ya por sierra, con el nombre de departamentos, como si dijéramos dehesas, y estos divididos en distritos, como si dijéramos majadas. Allí no hay patria señalada para los franceses, porque ni tiene nombre la tierra que les vio nacer, ni la del padre que los engendró, ni la de la madre que los parió: los montes y los ríos les dan la denominación como a las plantas y frutos de la tierra. Nacen y se crían en el campo, y mueren en el campo de batalla. Todos se llaman franceses, al montón, como quien dice carneros [...] Esta unidad e indivisibilidad,, que convino entonces al mando despótico del Directorio, ha convenido después al más despótico de Bonaparte. [...] ¿Qué sería ya de los Españoles, si no hubiera habido Aragoneses, Valencianos, Murcianos, Andaluces, Asturianos, Gallegos, Extremeños, Catalanes, Castellanos, etc...? Cada uno de estos nombres inflama y envanece, y de estas pequeñas naciones se compone la masa de la gran Nación, que no conocía nuestro sabio conquistador, a pesar de tener sobre el bufete abierto el mapa de España a todas horas.
Centinela contra los franceses. Antonio de Capmany. 1808.

A pesar de su defensa a ultranza de la unidad de España, argumentaba que la sociedad castellana era ociosa mientras que la burguesía catalana era dinámica y el motor económico de España. Por ello, intentó insertarse en esos círculos burgueses catalanes. Capmany fue duramente atacado por Forner, Alcalá Galiano y el conde de Toreno. Manuel José Quintana lo definió como:

Hipócrita, negro calumniador, asesino, pirata y salteador del mundo literario, maldiciente, crítico, superficial, injusto y maniático, mero practicón y casuista en gramática, ignorante en los verdaderos principios de la metafísica del lenguaje, ansioso de morder y despedazar, envidioso, dómine pedante, delator y hombre infame
Manuel José Quintana, abogado, político y poeta, sobre Capmany

Capmany contraatacó llamando vanidoso y falso patriota a Quintana, acusándole de haber huido de Madrid el 2 de mayo y de haber escrito una falsa biografía autojustificativa.
Fue elegido diputado por el Principado de Cataluña para las Cortes de Cádiz. Había un total de 51 diputados de Cataluña en la Asamblea Constituyente. Liberal moderado, perteneció a la comisión que debía elaborar el Proyecto de Constitución y, junto con Agustín Argüelles y Jaime Creus Martí, formó parte de una junta especial de inspección para dar el visto bueno a dicho Proyecto, donde se acordó, entre otras disposiciones, el hacer un Diario de Sesiones. También perteneció a la comisión de once diputados, encargada de elaborar el proyecto de libertad de imprenta, que defendió con gran entusiasmo, y a la comisión de doce diputados encargada de elaborar el reglamento interior de las Cortes. A él se debió también la iniciativa de que en la plaza principal de todos los pueblos de España se colocara una lápida conmemorando la promulgación de la Constitución. En 1811 Capmany propuso que el 2 de mayo fuera fiesta nacional para conmemorar a los difuntos y por ser "el primero de nuestra libertad". Reivindicó la libertad de imprenta y fue uno de los tres únicos diputados catalanes, junto con José de Espiga y Utgés, que, en las Cortes de Cádiz, votaron abolir la Inquisición.
Volvió a ser diputado, suplente, por Cataluña en las Cortes Ordinarias de 1813, pero víctima de una epidemia moría en Cádiz ese mismo año. Las cenizas de Antonio de Capmany volvieron solemnemente a Barcelona, desde Cádiz, en 1857. Su retrato inauguró la Galería de Catalanes Ilustres en 1871. Pero, como ya denunció el novelista Juan Perucho, no se sabe dónde han ido a parar sus restos.

## Obras

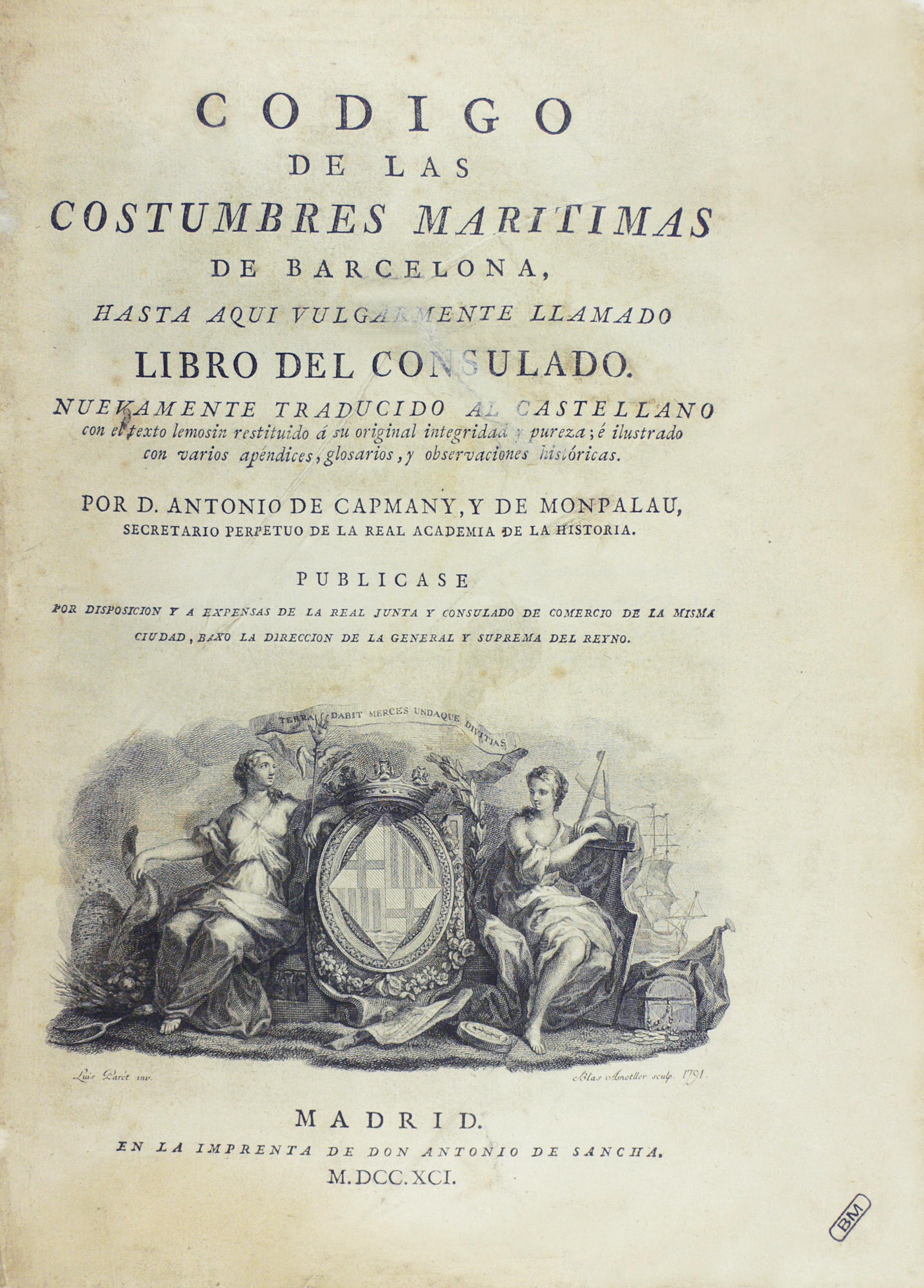
Libro del Consulado, 1791.

Autor de una obra variopinta y científicamente discutible, sobre temas que abarcaron desde la filología a la historia de Barcelona o Madrid. Entre ellas pueden mencionarse:
- Memòries de la indústria i comerç de Barcelona al segle XVIII.[1]
- Discursos analíticos sobre la formación y perfección de las lenguas (1776)
- Filosofía de la elocuencia (1777)
- Discurso económico-político en defensa del trabajo mecánico de los menestrales y de la influencia de sus gremios en las costumbres populares, conservación de las artes y honra de los artesanos (1778)
- Memorias históricas sobre la marina, comercio, y artes de la antigua ciudad de Barcelona (4 vols 1779-1792)
- Código de las costumbres marítimas de Barcelona (1783). Donde reprodujo el Libro del Consulado del Mar de Barcelona.
- Teatro histórico-critico de la elocuencia Española (1786)
- Ordenanzas de las armadas navales de la Corona de Aragón (1787)
- Cuestiones críticas sobre varios puntos de historia económica, política, y militar (1807)
- Centinela contra franceses. Encuentro. ISBN 9788474909333. (1808). Texto completo de la edición de 1808 disponible en Simurg, fondos digitalizados del CSIC
- Apología de las fiestas públicas de toros (edición póstuma en 1815)
- Origen histórico y etimológico de las Calles de Madrid (edición póstuma en 1863)